# Witius Henrik de Savornin Lohman (1917-2004)
Jhr. Witius Henrik de Savornin Lohman (Den Haag, 29 maart 1917 - Den Haag, 1 februari 2004) was een Nederlands luitenant-generaal der huzaren.
In september 1976 werd Lohman, lid van de familie De Savornin Lohman, inspecteur-generaal der Krijgsmacht. Hij volgde prins Bernhard op, die na 25 jaar zijn positie moest opgeven vanwege de Lockheed-affaire. Jaren daarvoor vervulde de Savornin Lohman de functies van Opperofficier Personeel KL en Commandant van het 101 Tankbataljon Regiment Huzaren Prins Alexander. Het hoofdkwartier was sinds april 1945 gevestigd op De Zwaluwenberg. Lohman werd in 1980 opgevolgd door Bob de Geus.
Lohman kreeg de Zilveren Verzorgingsmedaille omdat hij zich op bijzondere wijze verdienstelijk had gemaakt voor de Vierdaagse.

## Privé
Lohmans vader Johan Pieter de Savornin Lohman (1886-1926) was ordonnansofficier van koningin Wilhelmina. Lohman was vernoemd naar twee voorouders: zijn grootvader (1842-1895) en overgrootvader (1801-1848).
Lohman trouwde op 6 september 1940 met Barbara Wilhelmina Catharine Hooft (1919). Hun echtscheiding werd in 1945 uitgesproken. Op 12 november 1946 hertrouwde Lohman met Reinoudina Christina de Beaufort (1923-2008) met wie hij twee zonen en twee dochters kreeg, onder wie Johan Pieter de Savornin Lohman (1948).

## Onderscheidingen
- Ridder in de Orde van de Nederlandse Leeuw
- Commandeur in de Orde van Oranje-Nassau
- Kruis van Verdienste
- Onderscheidingsteken voor Langdurige Dienst als officier
- Johanniter Orde in Nederland
- Vaardigheidsmedaille van de Nederlandse Sport Federatie